# 산청 견성암 신중도
산청 견성암 신중도(山淸 見聖庵 神衆圖)는 대한민국 경상남도 산청군 견성암에 있는 신중도이다. 2018년 6월 21일 경상남도의 문화재자료 제645호로 지정되었다.
산청 견성암 신중도는 1873년 진주 월아산 성은암에서 조성된 불화이다. 비록 제작자는 알 수 없으나, 제작시기와 봉안처가 남아 있는 19세기 후반의 소규모 신중도로 안정된 화면 구성, 13위의 인물 구성과 비례를 잘 갖춘 인물표현 등 조선후기 신중도의 형식과 양식이 잘 갖추어진 작품이다. 색채는 주색과 녹색, 백색 외에 부분적으로 청색과 황색 등을 활용하였다. 본 작품은 19세기 불화의 화풍과 안정된 인물 구성 등이 돋보이는 작품이다.